# Elaenia spectabilis
El fiofío grande (en Argentina, Paraguay y Uruguay) y  (Elaenia spectabilis), también denominado elenia o elaenia austral (en Colombia), fío-fío grande (en Perú), elenia tribandeada (en Ecuador) o viudita grande (en Uruguay), es una especie de ave paseriforme de la familia Tyrannidae perteneciente al numeroso género Elaenia. Se reproduce desde el centro sur hasta el este de América del Sur y migra hacia la mayor parte de la cuenca del Amazonas en los inviernos australes.

## Distribución y hábitat
Su área de nidificación se extiende por el centro y sur de Brasil, el este de Bolivia, el este de Paraguay, el noroeste de Uruguay y las provincias del noroeste y noreste de Argentina, llegando por el sur hasta la ribera austral del Río de la Plata.
En otoño migra, probablemente como visitante no reproductor, hasta la cuenca amazónica en el sureste de Colombia, este de Ecuador, este de Perú, norte de Bolivia, y Amazonia brasileña; y también al noreste árido de Brasil.
Esta especie es considerada bastante común en sus hábitats naturales, los bordes y claros de  galería, bosques húmedos tipo parque, selvas degradadas o secundarias, y sabanas arboladas. Cuando migra hacia la región amazónica prefiere bosques riparios.

## Descripción
Mide 18 cm de longitud. De color marrón-oliváceo en la parte superior, con un ténue anillo ocular blanco; alas más oscuras con 2 o 3 fajas blancas. La garganta, mejilla y pecho son grisáceos y el vientre amarillento. Se parece a Elaenia flavogaster, que es más numerosa, pero tiene comportamiento más recatado y menos barullento, es mayor y su cresta es más discreta, aparte de ser más gris en la garganta.

## Comportamiento
Es un ave más forestal. Generalmente forrajea solitaria en lo alto del dosel. Se encarama en posición vertical y es menos activa y menos conspicua que Elaenia flavogaster.

### Alimentación
Se alimenta de artrópodos, insectos y frutos.

### Reproducción
Se reproduce durante el verano en regiones más centrales y meridionales de su zona de distribución, migrando para el noreste de Brasil y la Amazonia durante el invierno.

### Vocalización
El llamado más frecuente es un abrupto y medio desanimado «piur».

## Sistemática

### Descripción original
La especie E. spectabilis fue descrita originalmente por el ornitólogo austríaco August von Pelzeln en el año 1868, bajo el nombre científico de: Elainea spectabilis. La localidad tipo dada es: «Goiás, Brasil».

### Etimología
El nombre genérico femenino «Elaenia» deriva del griego «ελαινεος elaineos» que significa ‘de aceite de oliva’, ‘oleaginosa’; y el nombre de la especie «spectabilis», proviene del latín y significa ‘exhibida’, ‘vistosa’.

### Taxonomía
Es monotípica. Parece estar estrechamente relacionada con Elaenia flavogaster; anteriormente eran tratadas como conespecíficas, pero se solapan ampliamente en Brasil, Paraguay y el norte argentino; además poseen voces diferentes. A veces considerada conespecífica de Elaenia ridleyana, pero ambas presentan diferencias significativas en sus vocalizaciones.